# جياور
جياور أو جاور أو غافور (/ˈdʒaʊər/؛ التركية: gâvur، من الفارسية: گور؛ الرومانية: ghiaur؛ الألبانية: kaur؛ اليونانية: γκιαούρης؛ البلغارية: гяур؛ البوسنوية: kaur/đaur) وتعني "غير مؤمن"، وهي إهانة تُستخدم غالبًا في أراضي الإمبراطورية العثمانية السابقة لغير المسلمين أو على وجه الخصوص المسيحيين في البلقان.

## ملحوظات

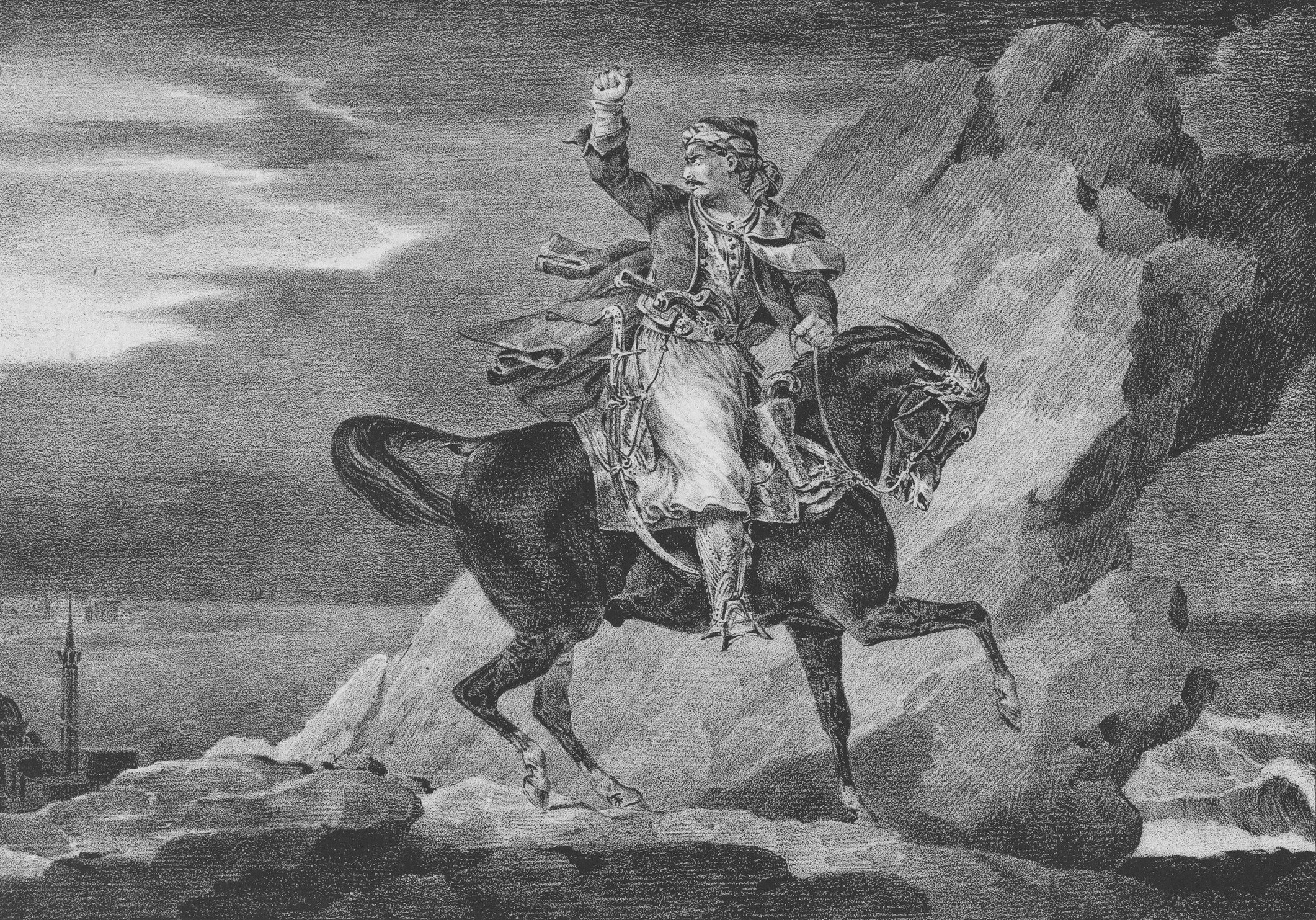
تيودور جيريكو : الجياور (1820، طباعة حجرية؛ متحف متروبوليتان للفنون ، نيويورك)

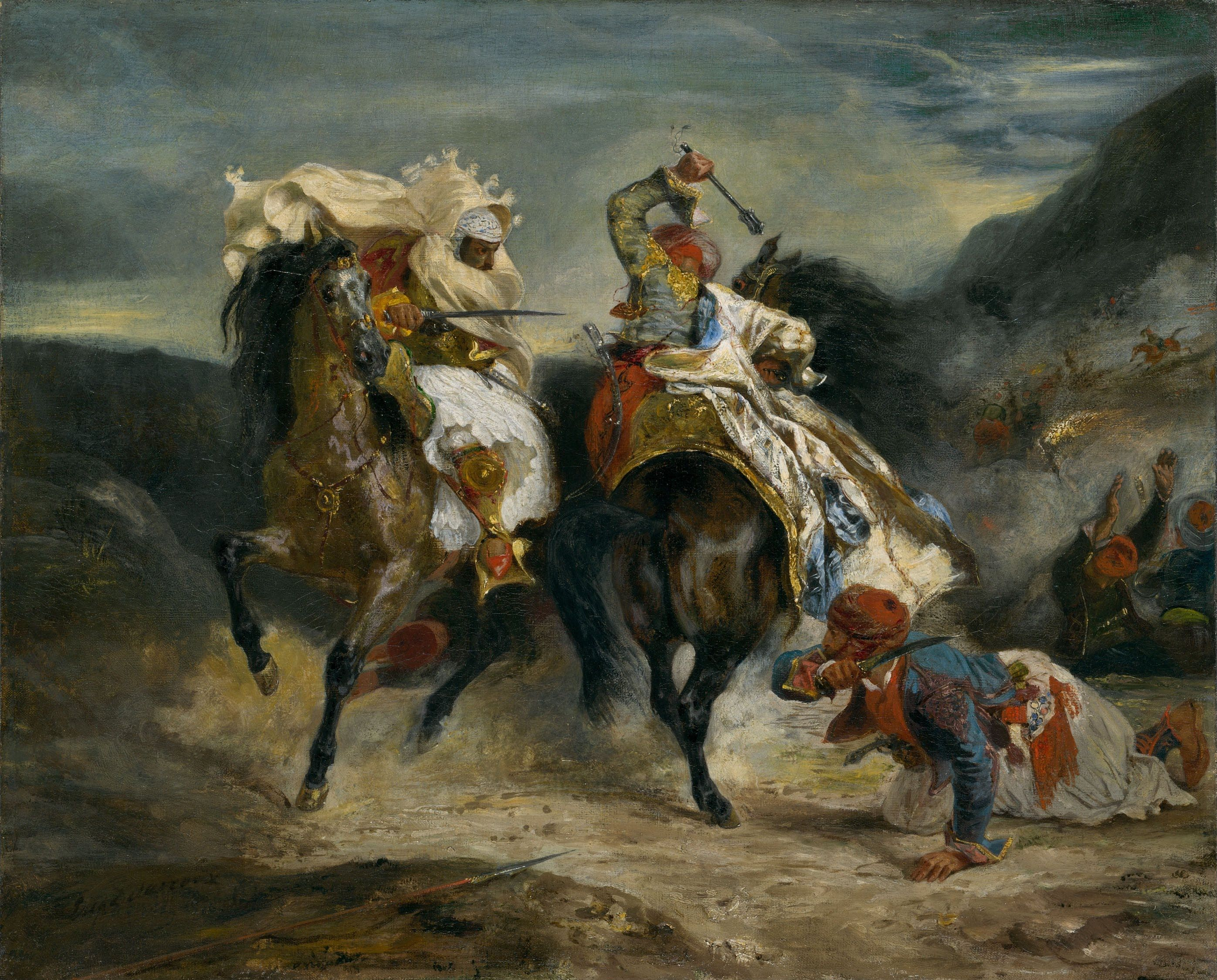
يوجين ديلاكروا : معركة الجيور وحسن (1826، زيت على قماش؛ معهد شيكاغو للفنون)، مستوحاة من قصيدة الجيور للورد لبايرون

1. ↑  نسخة قديمة من كلمة گبر الحديثة غاور، مشتقة في الأصل من الآرامية الإمبراطورية: 𐡂𐡁𐡓𐡀، رومنة: gaḇrā، ت.ح. 'man; person'